# Dzień okupacji sowieckiej
Dzień okupacji sowieckiej – gruzińskie święto obchodzone 25 lutego na pamiątkę podboju Gruzji przez Armię Czerwoną w 1921 roku. Wprowadzone w 2011 roku, gdy z okazji 90. rocznicy aneksji ustawiono także pomnik na cześć Demokratycznej Republiki Gruzji i zorganizowano konkurs dla uczniów na najlepszą pracę przedstawiającą podobieństwa pomiędzy inwazją w 1921 roku i wojną rosyjsko-gruzińską z sierpnia 2008 roku.